# Le Thuel

Le Thuel este o comună în departamentul Aisne din nordul Franței. În 1 ianuarie 2022 avea o populație de 155 de locuitori.